# 9541 Magri
9541 Magri là một tiểu hành tinh vành đai chính với chu kỳ quỹ đạo là 1196.1561125 ngày (3.27 năm).
Nó được phát hiện ngày 11 tháng 2 năm 1983.